# Braunov lipoprotein
Braunov lipoprotein (BLP, Mureinski lipoprotein) je prisutan u ćelijskom zidu pojedinih gram-negativnih bakterija. On je jedan od najrasprostranjenih membranskih proteina. Njegova molekulska težina je oko 7,2 . On je vezan na njegovom C-terminalnom kraju (lizin) kovalentnom vezom za peptidoglikanski sloj (specifično za molekule diaminopimelinske kiseline.) Braunov lipoprotein je smešten u spoljašnjoj membrani putem njegove hidrofobne glave (cistein sa vezanim lipidima). BLP čvrsto povezuje dva sloja i daje strukturni integritet spoljašnjoj membrani.